# Léon Duguit
Pierre Marie Nicolas Léon Duguit (Libourne, Francia, 1859-1928 Burdeos, Francia) fue un jurista francés especializado en derecho público.
Colega de Émile Durkheim, se convirtió en profesor de derecho público y decano de la Universidad de Burdeos. Su trabajo jurídico se caracteriza por la crítica a las teorías entonces existentes de derecho y por su establecimiento de la noción de servicio público como fundamento y límite del Estado. Criticó las noción de soberanía y supeditó el derecho de propiedad a su función social. Consideraba que la propiedad «debería dejar de ser» un derecho subjetivo del individuo, para pasar a ser una función social.

## Obras
- L'État, le droit objectif et la loi positive
- L'État les gouvernants et les agents
- Souveraineté et liberté[1] versión en línea
- Les transformations du droit public
- Traité constitutionnel.
- Les transformations générales du droit privé depuis le Code Napoléon. Las transformaciones generales del derecho privado desde el Código de

Napoleón, segunda edición corregida y aumentada, Madrid, España, Francisco Beltrán, Librería española y Extranjera, 1920